# توماس سبنسر (أستاذ جامعي)
توماس سبنسر (بالإنجليزية: Thomas Spencer)‏ هو فيزيائي أمريكي، ولد في 24 ديسمبر 1946 في نيويورك في الولايات المتحدة.

## الجوائز والتكريم
- جائزة داني هينمان للفيزياء الرياضية (1991).[6]